# Мирослав Дюрак
Мирослав Дюрак (словац. Miroslav Ďurák; 9 червня 1981, м. Топольчани, ЧССР) — словацький хокеїст, захисник. 

## Ігрова кар'єра
Вихованець хокейної школи ХК «Топольчани». Виступав за ХК «Топольчани», «Де-Мойн Баккенірс» (ХЛСШ), «Шербрук Касторс» (QMJHL), «Акаді-Батерст Тайтен» (QMJHL), «Толедо Сторм» (ECHL), «Мілвокі Адміралс» (АХЛ), ХК «Чеські Будейовиці», «Оцеларжи», «Слован» (Братислава), «Ружинов-99» (Братислава), «Злін», «36 Скаліца», «Нітра», «Руан», «Дукла» (Михайлівці).
У складі національної збірної Словаччини провів 6 матчів. У складі молодіжної збірної Словаччини учасник чемпіонату світу 2001.